# دل (عرفان اسلامی)
در عرفان اسلامی، و ادبیات عرفانی کهن فارسی، دل وسیله و ابزار تحصیل معرفت گردیده، و واسطهٔ میان روح آدمی از یک سو، و نفس او از جانب دیگر می‌شود. درحالی دل صافی آدمی محل ظهور عظمت و کبریایی خدا دانسته‌شده، که هیچ‌یک از مراتب دیگر وجود وسعت جاگیری و گنجایش آن حضرت را ندارد.